# Берлінський повітряний міст

Жителі Берліна спостерігають за приземленням «Родзинкового бомбардувальника» в аеропорті Темпельхоф. 1948

Берлінський повітряний міст (нім. Berliner Luftbrücke) — операція західних союзників, в рамках якої за допомогою повітряного моста забезпечували населення Західного Берліна продовольством під час блокади міста зі сторони СРСР. Берлінський повітряний міст проіснував із 23 червня 1948 року до 12 травня 1949 року.

## Історія

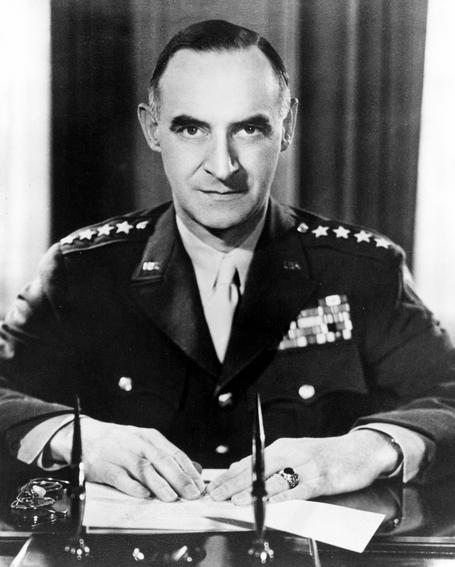
Американський генерал Люсіус Клей, голова воєнної адміністрації американської зони окупації

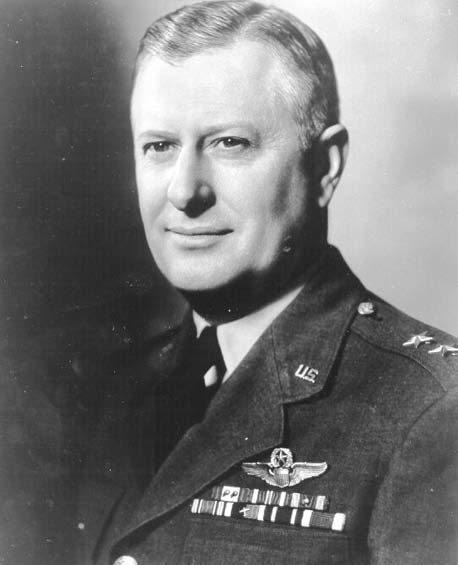
Американський генерал Вільям Таннер, котрий керував операцією «Берлінський повітряний міст»

У відповідь на Лондонську нараду шести держав, яка поклала початок процесу утворення ФРН, що Радянський Союз розглядав як порушення Потсдамського договору, 1 квітня 1948 року за підписом голови радянської воєнної адміністрації в Німеччині В. Д. Соколовського вийшов наказ про короткострокове закриття кордонів радянської зони окупації. Західні союзники були змушені постачати в цей час свої гарнізони в Берліні повітряним шляхом. Цей інцидент пізніше назвали «малою» блокадою Берліна.
У період з 31 березня по 10 квітня 1948 року СРСР висунув вимогу, щоб усі поїзди, які йдуть у Берлін із західних зон, підлягали огляду. 12 червня було припинено будь-яке дорожнє сполучення з Західним Берліном, після цього 21 червня було припинено річковий зв'язок, а 24 червня — залізничний.
Радянські історики стверджували, що сепаратно проведена 20 червня 1948 року в трьох західних секторах Німеччини грошова реформа змусила радянську адміністрацію до дій у відповідь. З метою запобігання напливу старих рейхсмарок у радянській зоні окупації Німеччини 23 червня також була проведена грошова реформа. У відповідь на заяву СРСР про розповсюдженні дії своєї грошової реформи на всю територію Берліна західні союзники ввели в обіг у західних секторах Берліна німецьку марку. Неузгоджені дії колишніх союзників з цього питання стали лише приводом для серйозніших заходів, які призвели до блокади Берліна. У повідомленні телеграфного інформаційного агентства «АДН» (нім. Allgemeiner Deutscher Nachrichtendienst), створеного в радянській зоні окупації, йшлося, що припинення руху вантажного й легкового транспорту в Берлін та з нього викликане технічними складностями.
Ще в ніч з 23 на 24 червня 1948 року було перервано подачу електроенергії з електростанції в Гольпа-Цшорневиц у західні райони Берліна. Слідом за цим вранці 24 червня відбулося припинення автомобільного, водного та залізничного зв'язку між західною та східною частинами Берліна. У цей час у західних секторах Берліна проживало приблизно 2,2 млн людей, які повністю залежали від постачання продовольства ззовні.
Керівництва західних держав очікували негативну реакцію на державну реформу зі сторони СРСР, але до блокади Берліна виявились абсолютно не готовими і змушені були навіть розглядати такий варіант, як здачу міста радянській владі й виведення своїх військ із Берліна. Голова воєнної адміністрації американської зони окупації Німеччини генерал Люсіус Клей рішуче виступав за подальше перебування військ союзників у Берліні. Він запропонував прорвати блокаду за допомогою танків. Однак президент США Гаррі Трумен відхилив цю ідею, вирішивши, що такий підхід у берлінській проблемі може спровокувати нову війну.

### Повітряний коридор

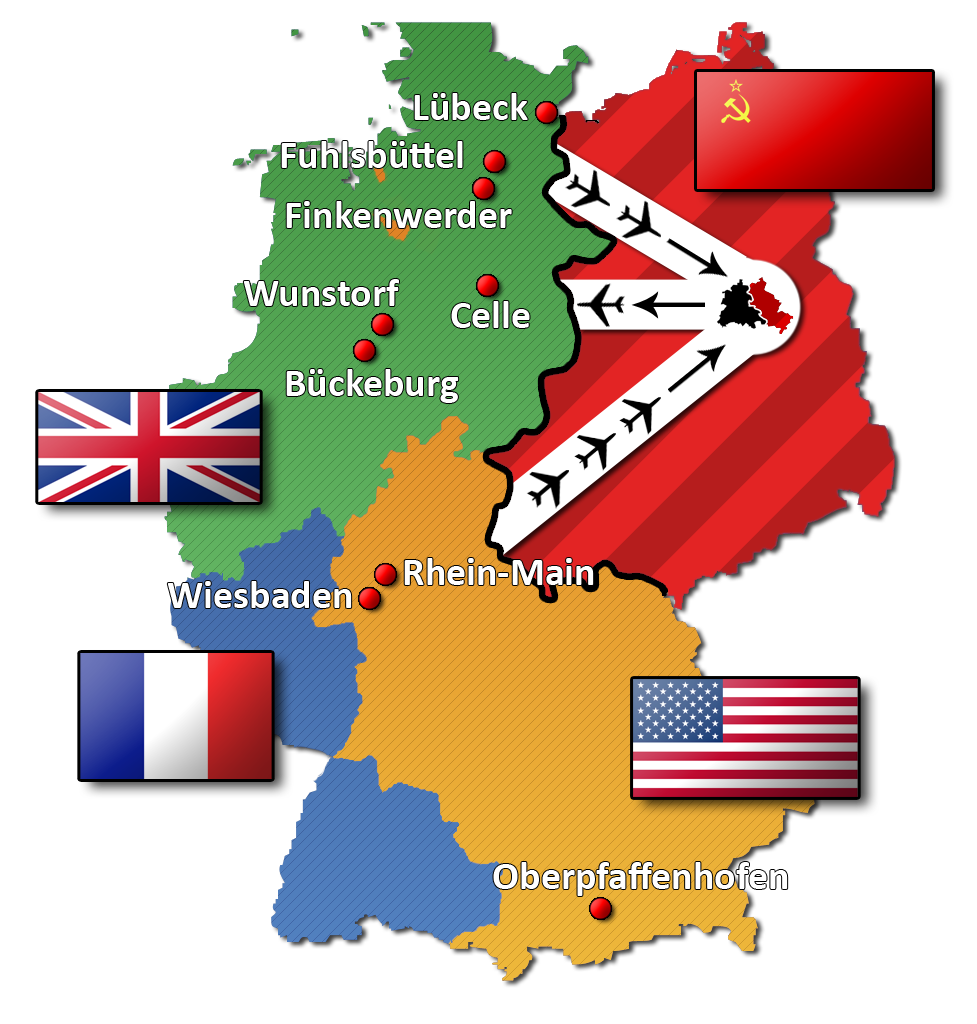
Авіамаршрути під час блокади Західного Берліна

На відміну від наземного, повітряний зв'язок регулювали спеціальним договором, який надавав західним союзникам в ексклюзивне використання повітряний коридор завширшки 32 км. Рішення про організацію авіазабезпечення Берліна приймалось на рівні командувача ВПС США. В операції був задіяний генерал-лейтенант Вільям Таннер, який свого часу організував для забезпечення військ Чан Кайші повітряний міст «Гамп» (англ. The Hump), який проіснував декілька років. 23 липня 1948 року генерал Таннер очолив командування повітряним мостом у Берліні.
У ході переговорів з британськими ВПС з'ясувалось, що Велика Британія вже розпочала постачання свого контингенту цим шляхом і позитивно ставиться до подальшого розгортання даних заходів. Після так званої «малої» блокади весною 1948 року британці провели власні розрахунки на випадок нової блокади Берліна; ці розрахунки показали, що вони зможуть самостійно забезпечувати повітряним шляхом не тільки власні війська, але й населення Берліна. На основі цих даних голова воєнної адміністрації США Клей ухвалив рішення про відкриття повітряного мосту для забезпечення продовольством населення Берліна.

### Запуск повітряного мосту

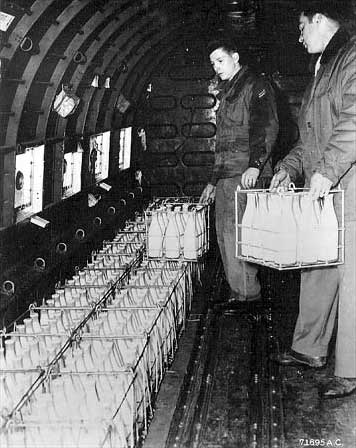
Американські солдати завантажують молоко в літак, що прямує до Берліна

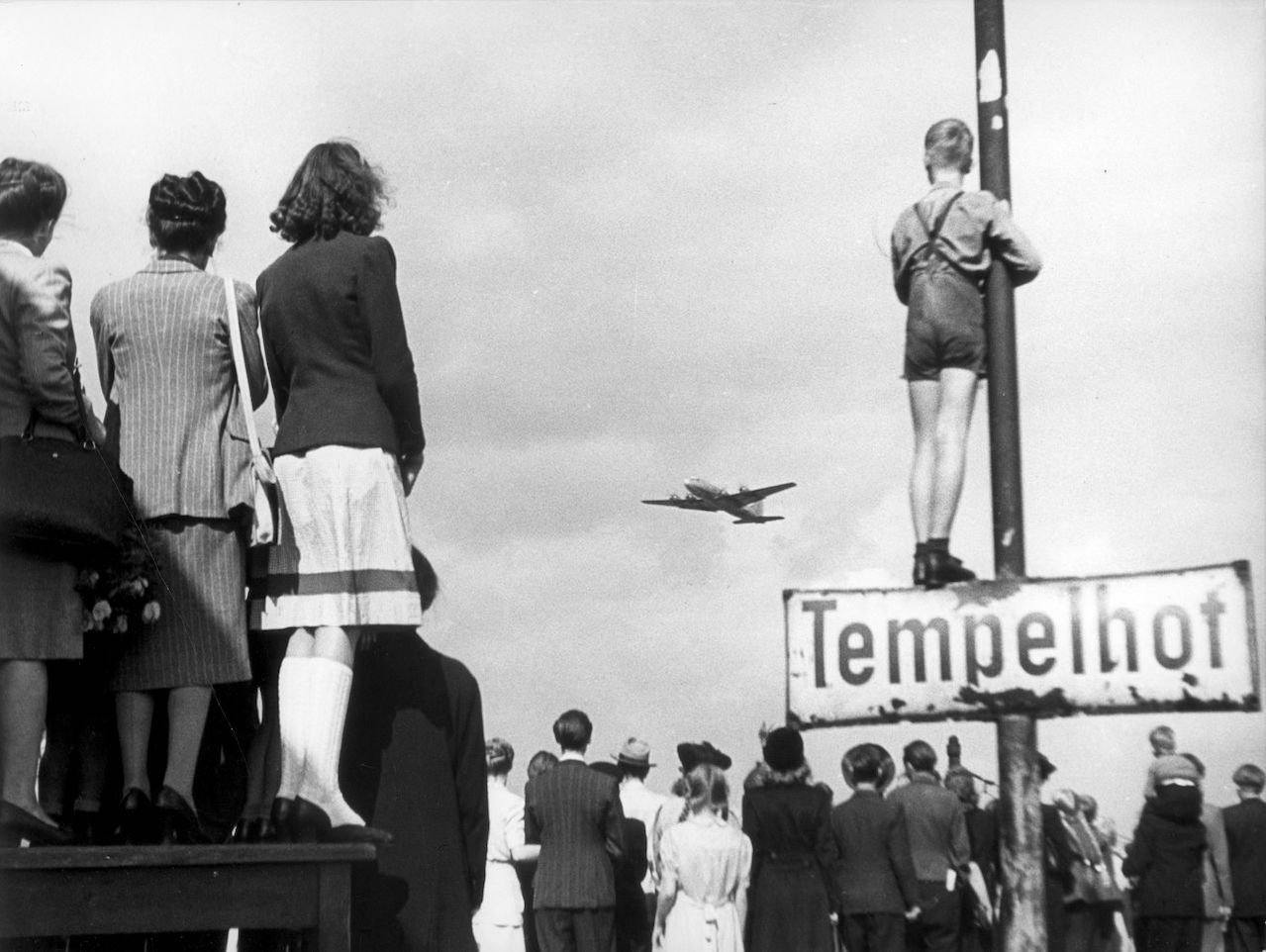
Жителі Берліна спостерігають за посадкою літаків в аеропорті Темпельхоф. 1948

Перший рейс у Берлін повітряним мостом відбувся ще ввечері 23 червня. Транспортним літаком, завантаженим картоплею, керував американський пілот цивільної авіації Джек Беннетт. 25 червня генерал Клей видав наказ про створення берлінського повітряного мосту, а 26 червня в аеропорті Темпельгоф приземлився перший воєнний літак США, котрий започаткував операцію «Vittles» («Провіант»). Операція британських ВПС під назвою «Plain Fare» стартувала на два дні пізніше. Спочатку американці запустили повітряним мостом невеликі літаки Douglas C-47 Skytrain. Пізніше почали використовуватись також й інші моделі.
Скоро стало очевидним, що транспортна система повітряного мосту, включно з літаками, злітно-посадковими смугами, технічним обслуговуванням, розвантаженням та плануванням маршрутів, не в змозі впоратись із таким збільшенням об'єму перевезень.

### Оптимізація роботи повітряного мосту

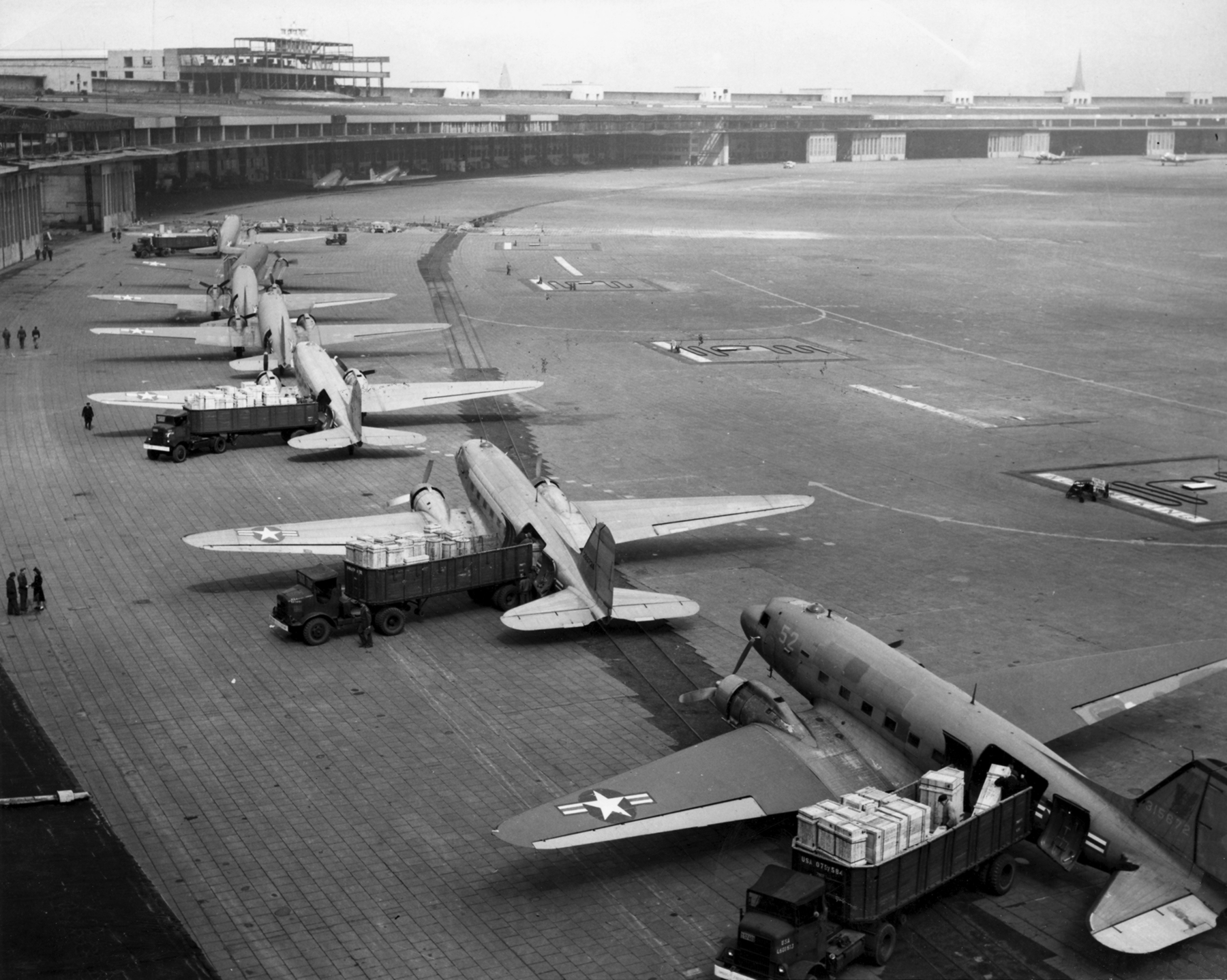
«Родзинкові бомбардувальники» в очікуванні розвантаження в аеропорті Темпельхоф. 1948

Початково спланований об'єм щоденних перевезень вантажів у Берлін становив 750 тонн. Але завдяки реорганізації, котру провів генерал Вільям Таннер, вже з кінця липня 1948 р. в Берлін повітряним шляхом щоденно доставляли понад 2000 тонн вантажів. 15-16 квітня 1949 року було встановлено рекорд: за 24 години було здійснено 1398 рейсів та перевезено 12849 тонн вантажів. Окрім продовольства (сухе молоко, порошкове картопляне пюре та борошно) на літаках доставляли також вугілля для опалення та виробництва електроенергії, а також бензин, медикаменти та інші необхідні місту речі.
Такі значні об'єми вантажоперевезень стали можливими лише завдяки чітко продуманій системі: три повітряних коридори використовувались в односторонньому русі: літаки прибували в Берлін північним (із Гамбурга) та південним (із Франкфурта-на-Майні) коридорами, а повертались центральним (в Ганновер). В польоті коридором літаки займали 5 рівнів. Кожному пілоту надавалась тільки одна спроба приземлення. Якщо вона не вдавалась, літак разом з усім своїм вантажем повертався назад. Завдяки цій системі літаки в Берліні сідали кожні 3 хвилини. Час перебування літака на землі було зменшено з 75 хвилин до 30 хвилин.
Окрім британців та американців в роботі берлінського повітряного мосту взяли участь пілоти із Австралії, Нової Зеландії, Канади та Південної Африки. Франція не брала участь у повітряному мості, оскільки її ВПС були зайняті в Індокитайській війні. Для забезпечення власних гарнізонів французи навіть використовували Junkers Ju 52. Франція дала згоду на будівництво в своєму секторі нового аеропорту Тегель, котре було здійснено в рекордні терміни — 90 днів. Для цього французи навіть підірвали щоглу берлінської радіостанції «Berliner Rundfunk», котра заважала приземленню літаків. Оскільки щогла формально була під контролем радянської адміністрації, то це призвело до подальшого ускладнення у відносинах.

### Закриття мосту

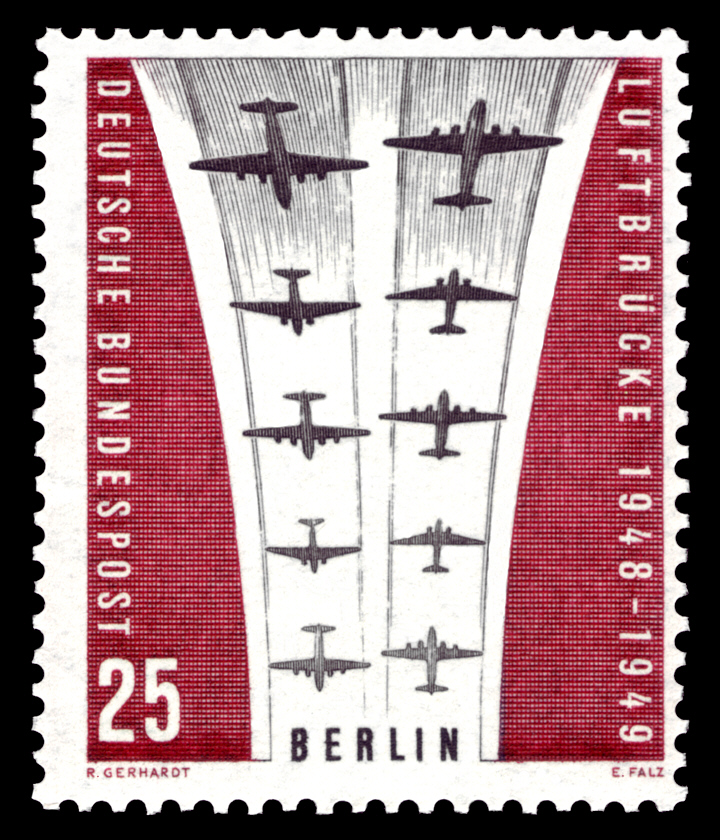
Пам'ятна поштова марка, випущена в Західному Берліні до 10-річчя завершення блокади міста

Блокаду Західного Берліна зняли 12 травня 1949 року в 00.01 і постачання в Берлін сухопутними та водними шляхами було відновлено.
З червня 1948 до травня 1949, використовуючи міст, перевезли близько 2,34 млн тонн вантажів (із них 1,78 млн тонн силами США), серед яких 1.44 млн тонн вугілля, 490 тис. тонн харчів та 160 тис. тонн будівельних матеріалів для перебудови аеропортів та спорудження нової теплоелектроцентралі в Рулебені; цю ТЕЦ пізніше назвали в честь першого бургомістра Західного Берліна Ернста Ройтера. Продовольство в цілях економії ваги постачалось в порошках.
З використанням повітряного мосту доставляли лише найнеобхідніші речі. Якість забезпечення населення в цей час була ще гіршою, ніж у часи війни. Внаслідок недостатнього забезпечення пальним, їжею та медикаментами зимою 1948—1949 років різко виросли показники інфекційних захворювань та смертності.

### Родзинкові бомбардувальники
Це прізвисько літаки, котрі брали участь в роботі берлінського повітряного моста, одержали завдяки Гейлу Гелворсену та його послідовникам. Гелворсен прив'язував до маленьких парашутиків з носових хусточок солодощі: плитки шоколаду, жуйку, а також, ймовірно, родзинки зі свого пайка — і скидав їх перед висадкою в Темпельгофі дітям, які очікували внизу. Коли з берлінських газет про таємне скидання цих солодощів дізналось начальство Гелворсена, до акції приєднались інші воєнні льотчики та прості американці, які організували збір солодощів на підтримку операції «Operation Little Vittles» («Малий провіант»).

### Жертви берлінського повітряного мосту
У ході майже 278 тисяч рейсів було декілька нещасних випадків зі смертельними наслідками. Найчастіша причина інцидентів — зіткнення. Загалом загинуло щонайменше 40 британців, 41 американець, 6 німців.

### Пам'ятники
Про події 1948—1949 років в Берліні нагадує встановлений у 1951 році на площі Повітряного мосту в берлінському аеропорті Темпельгоф пам'ятник жертвам повітряного мосту, створений Едуардом Людвігом. Аналогічні пам'ятники були пізніше встановлені в аеропорті Франкфурта та на воєнному аеродромі в Целле.

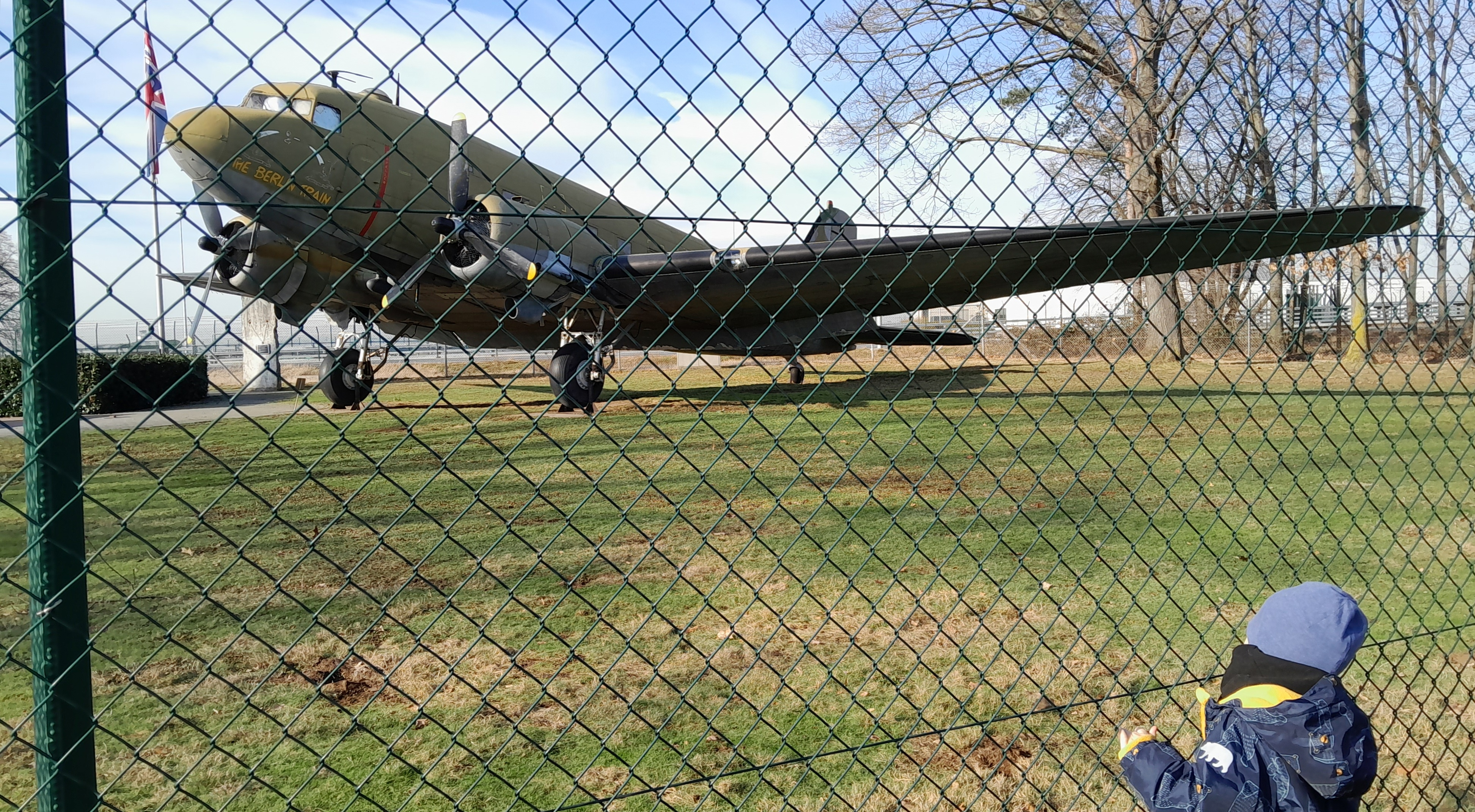
Douglas_C-47_Skytrain
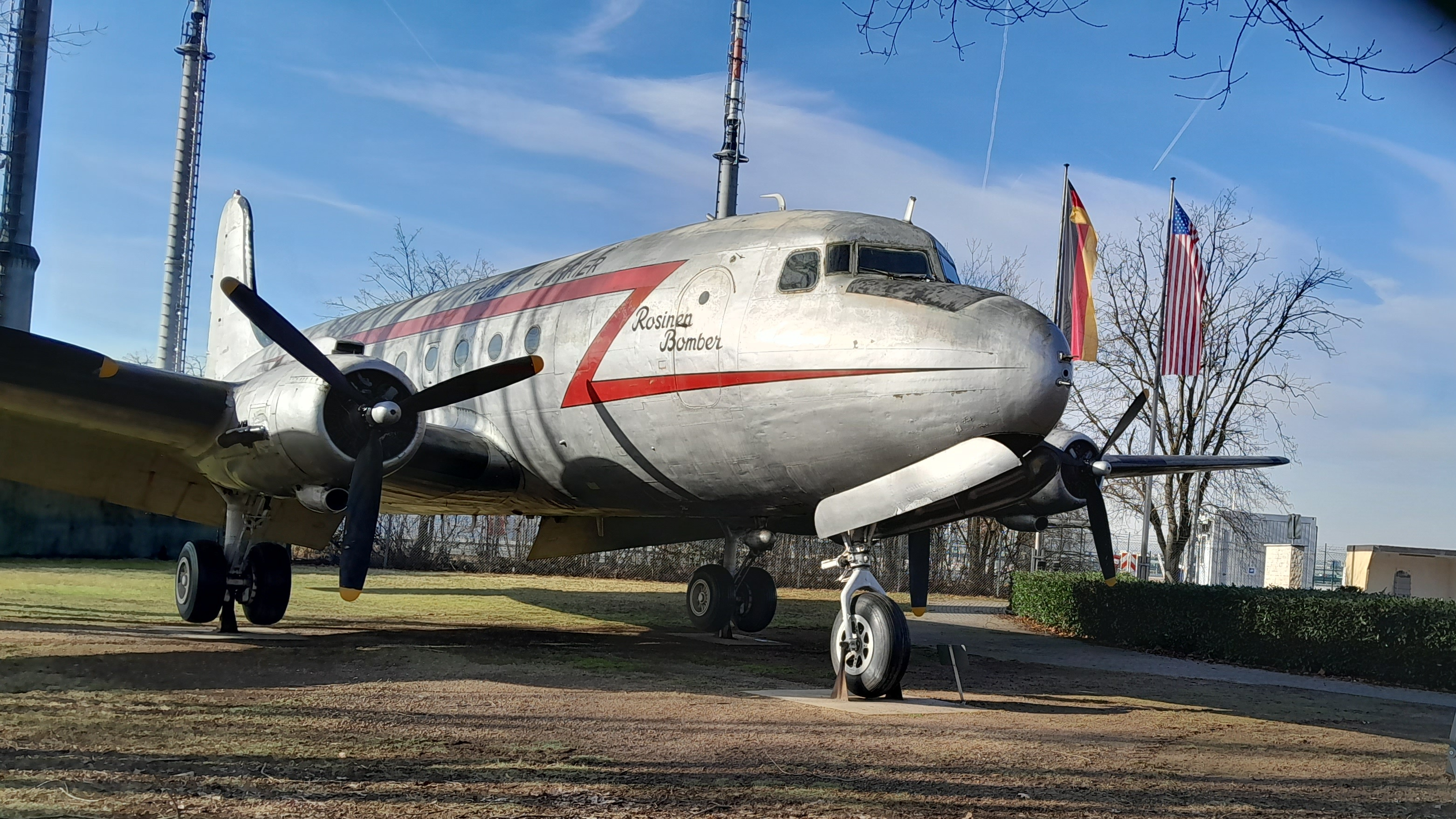
Douglas C-54 Skymaster
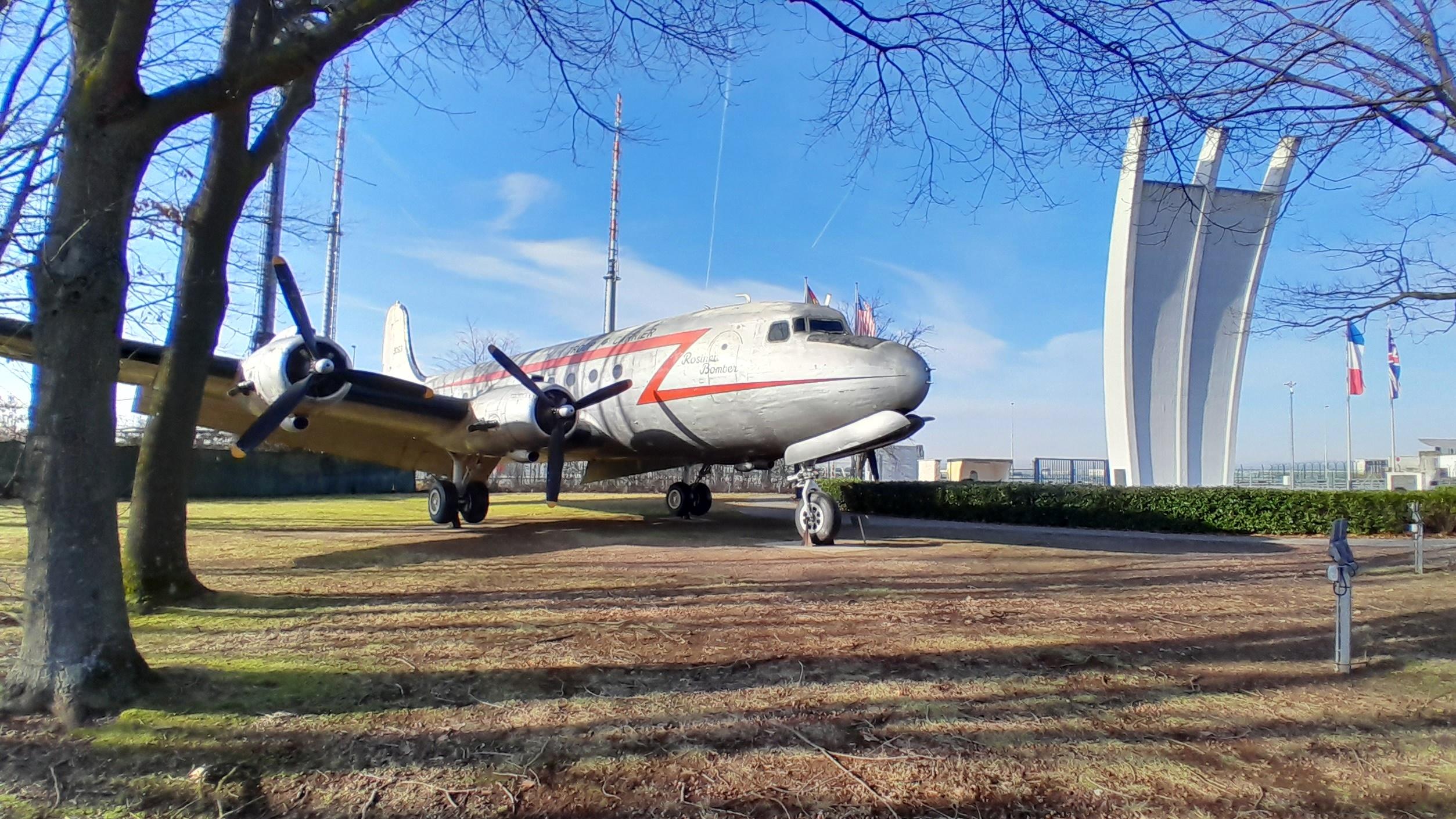

## Аеропорти

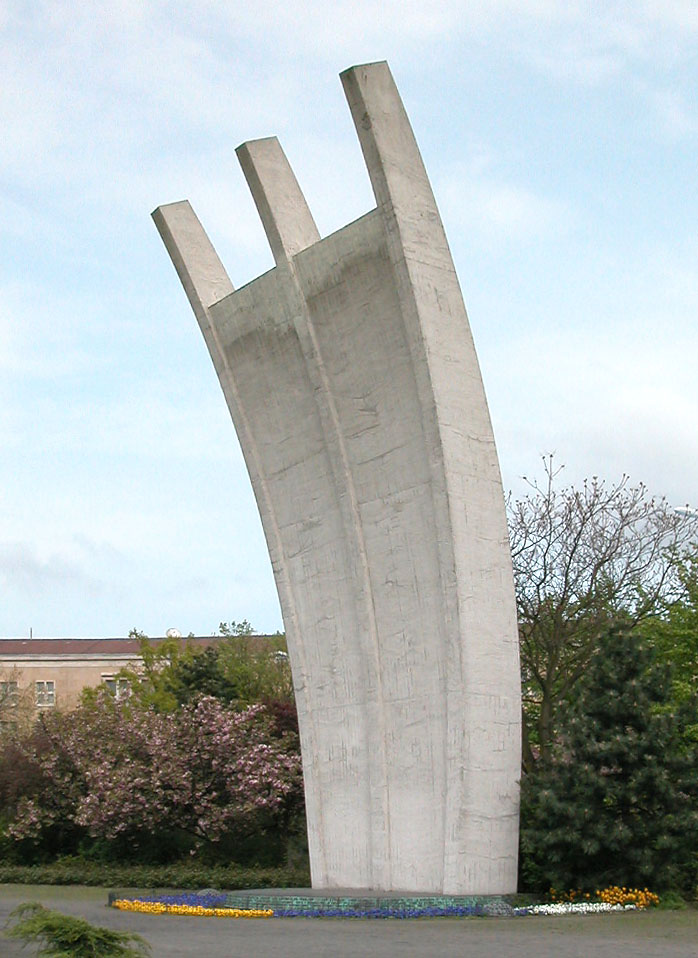
Пам'ятник жертвам берлінського повітряного мосту в аеропорті Темпельхоф

Більшість летовищ, де приземлялися літаки, спочатку були неукріпленими посадковими смугами з дерновим покриттям, які в ході операції було укріплено. Так, у новому аеропорті Тегель за три місяці з'явилась найдовша на той час ЗПС Європи довжиною 2400 метрів.

## 15-а річниця повітряного мосту. Візит Джона Кеннеді в Берлін
З нагоди 15-річчя берлінського повітряного мосту, незабаром після зведення Берлінської стіни, Західний Берлін вперше відвідав президент США Джон Кеннеді. 26 червня 1963 року, виступаючи з промовою, він виразив солідарність американського народу з жителями Берліна, заявив про подальшу підтримку Берліна, та вимовив відому фразу «Ich bin ein Berliner» («Я —берлінець»).